# ヨーゼフ・ヤーダスゾーン

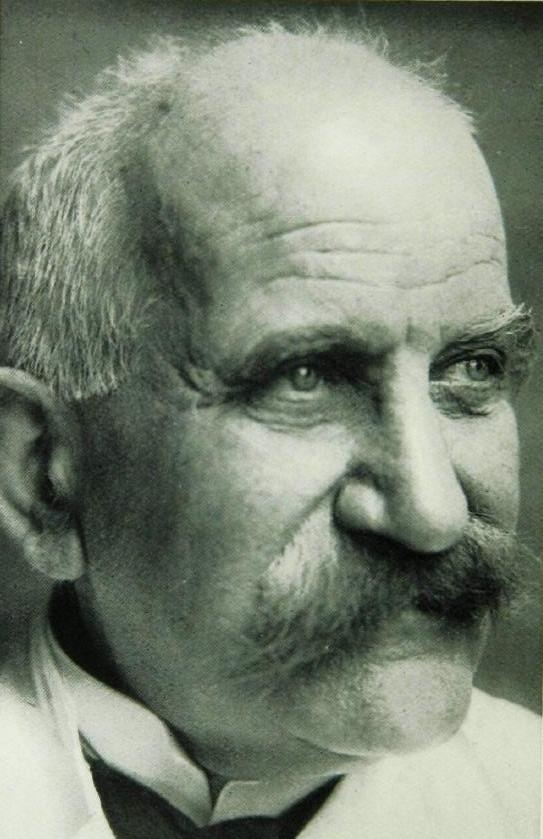

ヨーゼフ・ヤーダスゾーン（Joseph (Josef) Jadassohn, 1863年9月10日 - 1936年3月24日）はドイツの皮膚科学者。リーグニッツ（レグニツァ） 生まれ。
1896年～1917年はベルン大学、1917年～1932年はブレスラウ大学の教授。
ナチスを避けてスイスに逃れた。
皮膚科学・性病学の諸領域について業績を残した。

## 主な著作
- Die veneriscben Krankheiten（1901年）
- Dermatologie（1938年）
- Handbuch der Haut-und Geschlechtskrankheiten